# Спектор, Исай Исаакович
Иса́й Исаа́кович Спе́ктор (5 мая 1916, Екатеринбург, Пермская губерния — 13 апреля 1974, Москва) — советский театральный деятель, актёр, поэт, директор фронтового филиала, директор-распорядитель Театра Вахтангова, Заслуженный работник культуры РСФСР (1967).

## Биография
Родился  5 мая 1916 года в Екатеринбурге, Пермская губерния, в семье работника научно-исследовательского института. В 1930 году после окончания им средней школы семья переехала в Москву.
- 1931—1934 — актёр московского Реалистического театра;
- 1934—1936 — актёр МХАТа 2-го;
- 1936—1942 — актёр Театра им. Вахтангова (одновременно до 1939 г. обучался мастерству в студии Театра, получил диплом о высшем образовании);
- 1942—1945 — директор и актёр  фронтового филиала Театра им. Вахтангова;
- 1945—1965 — заместитель директора Театра им. Вахтангова;
- 1965—1974 — директор-распорядитель Театра им. Вахтангова.

Свою карьеру в театре Исай Спектор начинал как актёр под руководством режиссёра Н.П. Охлопкова. Позже, в студии Театра им. Вахтангова по его инициативе была поставлена пьеса «Мещане», он в ней сыграл роль Перчихина. Затем он не раз выходил на сцену Театра им. Вахтангова, в том числе в спектаклях «Дон Кихот», «Учитель», в роли Панталоне в легендарной «Принцессе Турандот». Писал стихи. В день актёрского дебюта режиссёр А.И. Ремизова подарила ему свою карточку как путеводную звезду со своей подписью.
В 1942 году становится инициатором создания фронтовой бригады, возглавляет её и едет с ней на фронт. А через несколько месяцев назначается директором фронтового филиала Театра им. Вахтангова. Именно фронтовой филиал, созданный его усилиями, и сформировал его как уникального руководителя и администратора. Фронтовой филиал прошёл дорогами войны до Берлина и Бреслау, проработав на передовой 850 дней и сыграв 1650 спектаклей и концертов. Работу фронтового филиала высоко оценил легендарный маршал Г.К. Жуков, который считал Спектора своим другом. Исай Спектор был умён, храбр, неутомим, решителен, это был творческий, целеустремлённый человек, которого отличали исключительные организаторские способности, благородство, тонкий вкус, удивительное чувство юмора.
Актриса Е.Г. Алексеева вспоминала, как он бросился защищать её от врагов. Руководитель Театра им. Вахтангова Рубен Симонов писал: «Спектор — истинный вахтанговец. Ему присуще острое чувство современности, верность высоким этическим идеалам. Он строит родной для него Театр с огромной любовью, отдал ему жизнь, знания и свой талант».
Народный артист СССР М. Ульянов говорил про него: «Театр живёт только людьми, горящими ради театра. Исай Спектор горел».
В годы «железного занавеса» (1960-70-е годы) Исай Спектор организовывал всегда успешные гастроли театра во Францию, Грецию, Югославию. За границей его называли «импресарио номер один». Он опубликовал свои мысли об управлении театром. Собрал огромную библиотеку из собраний сочиненений русских и иностранных авторов, книг о театре, альбомов по искусству; высоко ценил французских импрессионистов; не пропускал ни одного хорошо сделанного спектакля или фильма; на отдыхе любил играть в шахматы, биллиард, пинг-понг, преферанс. По состоянию здоровья (порок сердца) предпочитал отдыхать в подмосковных санаториях, на Валдае и Сенеже. Заядлый футбольный болельщик «Динамо».
Вахтанговцы всегда встречали Новый год в театре. В большом фойе стояла ёлка, а Спектор всегда вёл концерты, посвящённые этому празднику, с присущим ему юмором и иронией. В его кабинете прямо перед ним всегда висела отличная копия картины Г. Седова «Выбор невесты царём» (1882) в тяжёлой раме.
Женой Спектора стала актриса Юлия Борисова, в браке родился сын. Критик В. Максимова описывает их первую встречу: «Юля Борисова шла по Арбатскому переулку, а навстречу ей шёл человек; она обернулась, и он обернулся тоже. И всё. Выбор был сделан. Они прожили вместе 25 лет».
Исай Спектор скончался днём, 13 апреля 1974 года дома в Москве от сердечного приступа, на 58-м году жизни. Похоронен на Новодевичьем кладбище (2 участок, 13 ряд).
На могиле актёра установлен гранитный памятник работы скульптора Г.М. Тоидзе с бронзовой лирой, закрытой театральным занавесом, на фоне которой стоит ироничная маска.

## Награды и признание
- орден Отечественной войны II степени (26.02.1945)
- орден «Знак Почёта» (1971)
- медаль «За трудовую доблесть» (16.12.1946)[1]
- медали
- заслуженный работник культуры РСФСР (1967)
- мемориальная табличка на стуле в ложе Театра Вахтангова
- портрет на стене в Театре Вахтангова

## Семья
- Супруга — Борисова Юлия Константиновна (1925—2023), Герой Социалистического Труда, Народная артистка СССР, лауреат государственных премий, актриса театра им. Вахтангова.
- Сын — Борисов Александр Исаевич (1950—2022), действительный государственный советник РФ. Был женат на Борисовой (Дружниковой) Наталии Владимировне (р.1949, заместитель руководителя отдела компании), дочери Народного артиста России Дружникова Владимира Васильевича (1922—1994).
- Внучки — Мария (р.1977, исполнительный директор компании) и Дарья (р.1979, администратор).
- Правнуки — Александр (р.2001, студент), Никита (р.2004), Андрей (р.2008), Илья (р.2011).
- Правнучка — Мария (р.2011).